# فريا كريستي
فريا كريستي (بالإنجليزية: Freya Christie)‏ هي لاعب كرة مضرب بريطانية، ولدت في 8 نوفمبر 1997 في المملكة المتحدة.

## وصلات خارجية
- فريا كريستي على موقع رابطة محترفات التنس (الإنجليزية)
- فريا كريستي على موقع الاتحاد الدولي لكرة المضرب (الإنجليزية)
- فريا كريستي على موقع بطولة ويمبلدون (الإنجليزية)
- فريا كريستي على موقع خلاصة التنس.كوم (الإنجليزية)
- فريا كريستي على موقع إي إس بي إن.كوم (الإنجليزية)